# Nagy Zoltán (költő)
Nagy Zoltán, született Grosz Zoltán (Érmihályfalva, 1884. május 15. – Budapest, 1945. július 4.) költő, író, kritikus, ügyvéd. A Nyugat első nemzedékének tagja.

## Életpályája
Grosz Ármin és Klein Janka fia. Iskoláit Nagyváradon és Debrecenben, jogi tanulmányait Budapesten és Párizsban végezte. 1907-től Budapesten ügyvéd volt. 1911-től 10 éven át Debrecenben volt ügyvéd. Felesége Balázs Magdolna volt. 
Bár a fasizmus üldöztetéseit túlélte, a Falk Miksa utcai lakásán gyilkosság áldozata lett.

### Költészete
Költészete a francia szimbolizmus vonzáskörében indult, kezdetben dekoratív szimbolikájával hatott, később érett művészetté teljesedett. Ma is érvényes portrékat rajzolt költőtársairól, mint például: Tóth Árpádról. Költészetének fő motívumai a csönd, a magány, a romantikus szomorúság és a keserű szatíra. Novellákat s egy kisregényt is írt.
1909-ben haladó politikusnak számít, ám költészete továbbra is politikamentes. Költészetében nincsenek életrajzi vonatkozások, vallomásai nem szólnak sem szerelméről, sem házasságáról. 1923-ban megjelent Elégiák című verseskötete, amellyel eléri pályájának csúcsát. Zsidó származású költő, de a vallásos emlékképek, melyek Ady Endrét a protestáns, Babits Mihályt a katolikus, Füst Milánt a zsidó múlthoz kötik, távol állnak a költő világától. Egyedül a fasizmus időszakában jelenik meg költészetében a Zsidócsillag, mint szimbólum: az értelmetlen és érthetetlen üldözöttség kényszerű jelvénye: ,,A csillagom, a csillagom / Halovány, gyűrött, sárga, / Ezentúl együtt bujdosunk / Esőbe, hóba, sárba’’. A szimbolista áttételes kifejezésmódot követve a fasizmust csupán érzelmekkel, gondolatokkal határolja körül. Ám hiába jutott túl épségben életének ezen a korszakán, nem sokkal ezután meggyilkolták a saját lakásán.

## Művei
- Hónapos szobákból; Athenaeum, Budapest, 1907
- Csend! Aranymadár! Versek; Nyugat, Budapest, 1913
- Die Legende vom lachenden Mann; németre fordította: Stefan J. Klein; Wöhrle, Konstanz, 1922
- Elégiák; Genius, Budapest, 1923
- Álmomban zene. Költemények. 1924-1944; Hungária, Budapest, 1947
- Ének a magasban. Összegyűjtött versek. 1907-1944; sajtó alá rend., jegyz., bibliogr. Végh György, bev. Kardos Pál; Magvető, Budapest, 1962